# 鳥取市立南中学校
鳥取市立南中学校（とっとりしりつ みなみちゅうがっこう）は、鳥取県鳥取市興南町にある公立中学校。

## 沿革
- 1947年（昭和22年） - 鳥取市新制中学校設置協議会で設置が決定[2]。
- 1948年（昭和23年）
  - 4月 - 元鳥取市立高等女学校体育館で開校式と入学式を挙行[2]。
  - 6月 - 校舎第一期工事の棟上式[2]。
- 1967年（昭和42年）4月 - 倉田中学校を統合して南中学校南校舎及び倉田校舎に改名[2]。
- 1968年（昭和43年）4月 - 南中学校に実質的に統合[2]。
- 2011年（平成23年）8月 - 南校舎改築のため仮設のプレハブ校舎に移動[2]。
- 2013年（平成25年）3月 - 新南校舎完成[2]。
- 2019年
  - 4月 - 生徒増加に伴う教室不足のため改修工事。プレハブ仮設校舎を設置[2]。
  - 9月 - 北校舎解体[2]。
  - 11月新武道館完成[2]。
- 2020年2月弓道場完成[2]。

## 部活動[3]
鳥取市立南中学校では、部活動を複数選択することができる。
また、全国大会など出ている部活などが多い。

### 運動部
- 野球部
- バレーボール部
- バスケットボール部
- テニス部
- バドミントン部
- バレーボール部
- 剣道部
- 水泳部
- 陸上競技部
- 柔道部

### 文化部
- 吹奏楽部
- 科学部
- 美術部
- 茶道部

## 校区
- 校区は、日進小学校、美保小学校、美保南小学校、倉田小学校の通学区域となっている。